# Yoshiki Nakai
Yoshiki Nakai (født 4. januar 1983) er en tidligere japansk fodboldspiller.
Han har spillet for flere forskellige klubber i sin karriere, herunder Cerezo Osaka og Thespa Kusatsu.